# Amílcar Henríquez
Pour les articles homonymes, voir Henriquez.
Amílcar Henríquez, né le 2 août 1983 à Panama et mort le 15 avril 2017 à Colón, est un footballeur international panaméen. Il évoluait au poste de milieu défensif.

## Carrière

### En sélection nationale
Amílcar Henríquez fait ses débuts en équipe nationale du Panama le 18 décembre 2004 contre l'Iran.
76 sélections et 0 but avec le Panama depuis 2004.

### Décès
Le 15 avril 2017, il est assassiné dans les rues de Colón par des hommes armés à bord d'un véhicule alors qu'il marchait avec des amis.
Les hommages le concernant se sont multipliés,.
Cette exécution n'est pas une première, puisque les joueurs Eric Luna (gardien de Plaza Amador), Abdul Chiari et Javier de la Rosa (Chorrillo) ont tout trois été tués par balles dans des actes séparés en 2011. La même année, les internationaux Óscar McFarlane et José Luis Garcés avaient été emprisonnés pour accusations de crimes, puis relâchés l'année suivante.

## Palmarès

### En club
- Avec Árabe Unido :
  - Champion du Panama en 2004 et 2008 (Clausura).

### En sélection
- Avec l'équipe du Panama :
  - Vainqueur de la Coupe UNCAF en 2009.
  - Finaliste de la Coupe UNCAF en 2007.